# Pastel de zanahoria
El pastel de zanahoria, tarta de zanahoria o torta de zanahoria (en inglés carrot cake) es un pastel dulce con zanahoria machacada mezclada en la masa. La zanahoria se ablanda en el proceso de cocción, y la tarta suele tener una textura densa y suave. Las zanahorias mejoran el sabor, textura y apariencia del pastel. En ocasiones se añade pasas a la mezcla.

## Historia
La zanahoria se ha usado en pasteles dulces desde la Edad Media, época en la que los endulzantes eran escasos y caros, mientras la zanahoria, que contiene más azúcar que cualquier otra verdura a excepción de la remolacha azucarera, era mucho más fácil de encontrar, por lo que se usaba para elaborar postres dulces. La popularidad del pastel de zanahoria resurgió probablemente en el Reino Unido gracias al racionamiento durante la Segunda Guerra Mundial.
Los pasteles de zanahoria estuvieron ampliamente disponibles en restaurantes y cafeterías estadounidenses a principios de los años 1960. Al principio eran un artículo novedoso, pero a muchas personas les gustó tanto que pasó a ser un postre corriente.
Los orígenes del pastel de zanahoria están en disputa. Publicado en 1591, hay una receta en inglés para "pudín en una raíz de Carret" que es esencialmente una zanahoria rellena con carne, pero incluye muchos elementos comunes al postre moderno: manteca, nata, huevos, pasas, edulcorante (dátiles y azúcar), especias (clavo y macis), zanahoria raspada y pan rallado (en lugar de harina). Muchos historiadores de la comida creen que el pastel de zanahoria se originó a partir de los budines de zanahoria que comieron los europeos en la Edad Media, cuando el azúcar y los edulcorantes eran caros y muchas personas usaban zanahorias como sustituto del azúcar. Las variaciones del budín de zanahoria evolucionaron para incluir hornear con una corteza (como el pastel de calabaza), al vapor con una salsa o moldeado en moldes (como pudín de ciruela) con glaseado. 
En el volumen dos de "L'art du cuisineinier" (1814), Antoine Beauvilliers, ex chef de Louis XVI, incluyó una receta para un "Gâteau de Carottes", que fue lo suficientemente popular como para ser copiado literalmente en libros de cocina de la competencia.En 1824, Beauvilliers había publicado en Londres una versión en inglés de su libro de cocina que incluye una receta para "Tortas de zanahoria" en una traducción literal de su receta anterior.
Otra receta del siglo XIX proviene de la escuela de limpieza de Kaiseraugst (Cantón de Aargau, Suiza). Según el patrimonio culinario de Suiza, es uno de los pasteles más populares en Suiza, especialmente para los cumpleaños de los niños.

## Ingredientes y preparación
A pesar de su nombre, la tarta de zanahoria se parece más a un bizcocho en la preparación (todos los ingredientes húmedos, como los huevos y el azúcar, se mezclan por un lado, todos los secos por otro, y luego se les añaden los húmedos) y la consistencia definitiva (que es normalmente más densa que un pastel tradicional y tiene unas migas más gruesas).
Muchas recetas de pastel de zanahoria incluyen ingredientes opcionales, tales como frutos secos, pasas, piña o coco.
Este pastel se prepara en un horno sin realmente un tiempo definido sobre el cual deber mantenerse dentro de él. Se recomienda dejar enfriar al sacarlo del horno y antes de poder ser comido.

## Presentación
El pastel de zanahoria puede comerse tal cual, pero a menudo se glasea o recubre con escarchado o queso crema y nuez, a menudo picada. Con frecuencia se decoran de forma que se parezca a la zanahoria. Son populares en barra, tarta plana cuadrada o cupcake, y (tanto en el Reino Unido como en Norteamérica) se vende pre envasado en tiendas de ultramarinos, y fresco en panaderías. Algunos pasteles de zanahoria incluso tienen capas.